# انقلاب بير هول
انقلاب بير هول  أو انقلاب هتلر (بالألمانية: Hitlerputsch) كانت محاولة انقلابية فاشلة نفذها هتلر مع الحزب النازي من أجل الاستيلاء على السلطة في بافاريا وألمانيا، ابتدأت المحاولة الانقلابية في مساء يوم 8 نوفمبر حتى ظهيرة يوم 9 نوفمبر عام 1923، وكان أدولف هتلر قد قرر استخدام اسم الجنرال إريش لودندورف كواجهة في محاولة الانقلاب التي انتهت بالفشل الذريع وسجن رئيس الحزب النازي آنذاك أدولف هتلر.

## البداية

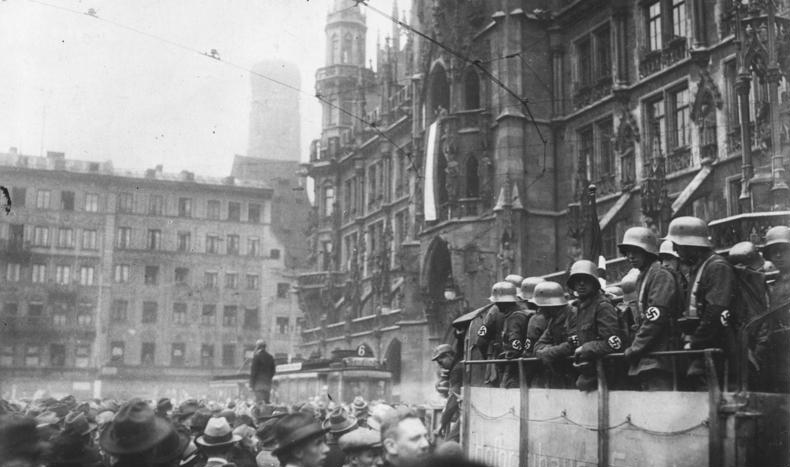
قوات الحزب النازي 9 نوفمبر 1923

في 8 نوفمبر 1923 قام هتلر مع وحدات النخبة النازية س س التابعة للحزب النازي باقتحام اجتماع سياسي يرأسه كار في Bürgerbräukeller ؛ وهو أحد الأندية التي كانت تنتشر في جنوب ألمانيا بالمدن الكبرى في بدايات القرن العشرين والتي كان يقصدها المئات - بل والآلاف من الزوار - للتباحث في الأمور الاجتماعية والسياسية التي تهمهم. وأعلن هتلر أنه قد شكل حكومة جديدة بمعاونة لودندورف. وطلب - تحت تهديد السلاح - كل من كار والمؤسسة العسكرية المحلية بدعمه من أجل الإطاحة بحكومة برلين. ولكن، كار سحب دعمه وفر هاربًا لينضم إلى المعارضين لهتلر في أول فرصة سنحت له. وفي اليوم التالي، عندما زحف هتلر وأتباعه في مسيرة من هذا النادي إلى وزارة الحرب البافارية للإطاحة بالحكومة البافارية في بداية "مسيرة برلين"، نجحت قوات الشرطة في تشتيت شملهم. وأسفرت هذه المسيرة عن مصرع ستة عشر عضوًا من أعضاء حزب العمال الألماني الاشتراكي الوطني.

## محاكمة هتلر
فر هتلر إلى منزل إرنست هانفشتينجل [بحاجة لمصدر]وفكر في الانتحار. وتم القبض عليه بعد ذلك بوقت قصير بتهمة الخيانة العظمى. وأصبح ألفريد روزنبرج زعيمًا مؤقتًا للحزب. وأثناء محاكمته، لم يكن هتلر مقيدًا بزمن محدد للكلام وكانت شعبيته تزداد كلما جهر بالمشاعر المناصرة للقومية في خطابه الدفاعي. وأصبحت الشخصية التي تعيش في مدينة ميونيخ شهيرة على الصعيد القومي. وفي الأول من أبريل في عام 1924، حكم على هتلر بالسجن لمدة خمس سنوات في سجن لاندسبرج (بالألمانية: Landsberg). وكان الحراس يعاملون هتلر معاملة جيدة؛ فكان يتلقى بريدًا يحمل إليه الكثير من خطابات المعجبين.

## الإفراج عنه
في التاسع عشر من ديسمبر في عام 1924 صدر أمر بالعفو عنه من المحكمة البافارية العليا، وتم إطلاق سراحه في العشرين من ديسمبر في عام 1924. كما أعلنت المحكمة عن رفضها النهائي لاعتراض المدعي العام للولاية على إطلاق السراح المبكر لهتلر. وقضى هتلر أقل من سنة من مدة عقوبته حيث اشتملت هذه السنة على الفترة التي قضاها في السجن الاحتياطي انتظارًا لقرار المحكمة.

## مواضيع ذات صلة
- أدولف هتلر
- النازية
- كتاب كفاحي